# 蘭巴赫河 (艾庫姆米倫巴赫河支流)
52°6′50″N 8°37′24″E / 52.11389°N 8.62333°E

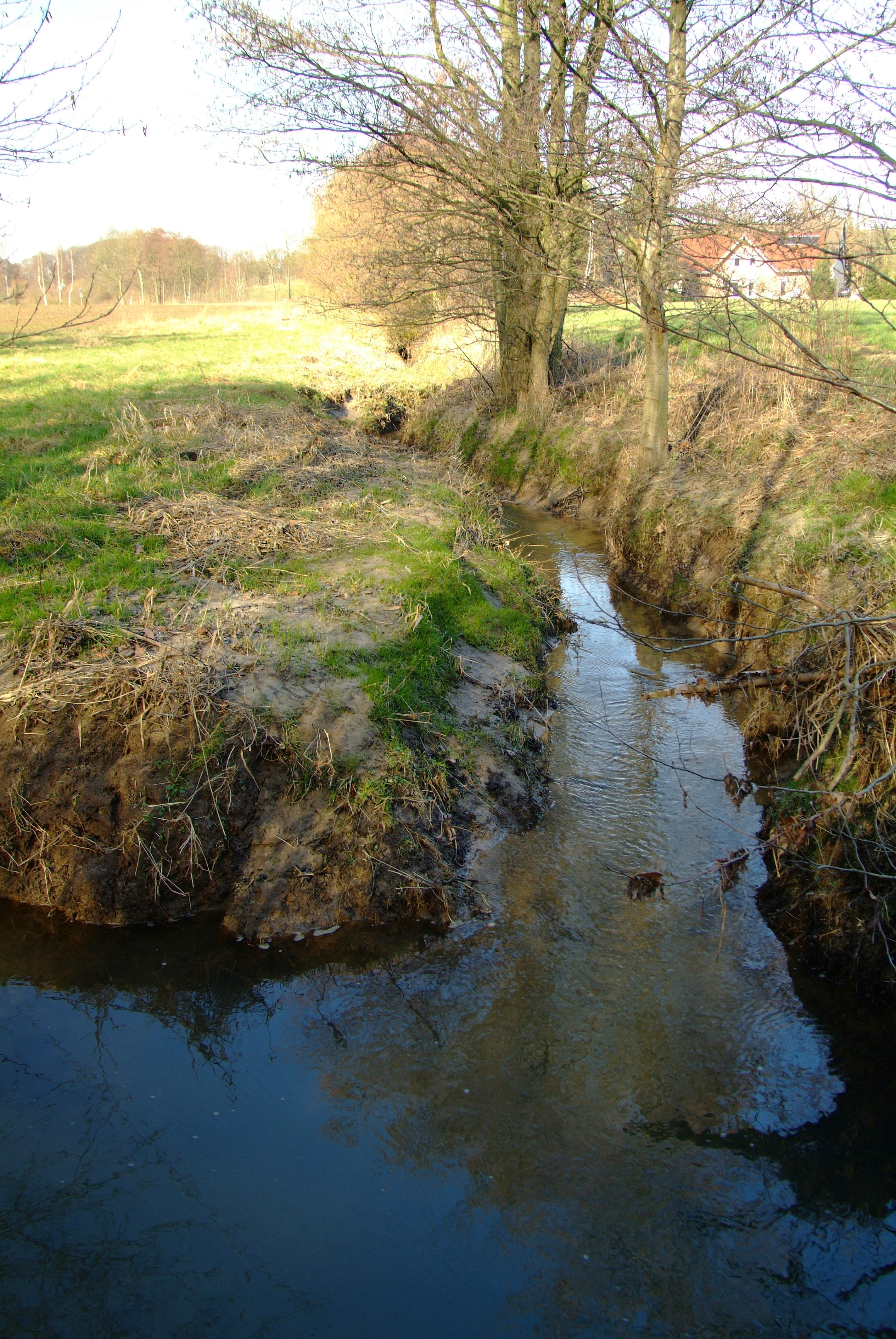

蘭巴赫河（德語：Lambach），是德國的河流，位於該國西部，處於北萊茵-威斯特法倫州，屬於艾庫姆米倫巴赫河的左支流，河道全長2.6公里，河畔城鎮有黑爾福德。